# Congrés Internacional de Matemàtics de 1897
El Congrés Internacional de Matemàtics de 1897 va ser el primer Congrés Internacional de Matemàtics celebrat a Zúric, Suïssa, del 9 d'agost a l'11 d'agost de 1897.
Encara que es considera el primer Congrés Internacional de Matemàtics, el primer va ser en realitat l'any 1893.
Al cartell del Congrés van aparèixer matemàtics rellevants del segle XIX: Jakob Bernoulli, Johann Bernoulli, Daniel Bernoulli, Leonhard Euler i Jakob Steiner.
El congrés va comptar amb la participació de 208 matemàtics de 16 països, inclosos 12 de Rússia i 7 dels Estats Units. Només quatre dones van ser convidades, incloses Iginia Massarini, Vera von Schiff, Charlotte Scott i Charlotte Wedell.

## Aspectes científics
El Comitè Internacional del Congrés va enviar una invitació el gener de 1897, escrita per diversos matemàtics. En la circular, es demanava que totes les preguntes sobre el Congrés es fessin a Carl Friedrich Geiser, de Küsnacht-Zurich. La circular es va enviar a 2000 matemàtics i físics matemàtics, alguns amb el text en alemany i altres en francès.

## Fons
Georg Cantor va ser un dels primers a promoure conferències internacionals de matemàtiques. El 1888 va proposar una reunió entre matemàtics alemanys i francesos i més tard, entre 1894 i 1896, va contactar amb diversos grans matemàtics proposant una conferència internacional. Va comptar amb el suport de Felix Klein, Heinrich Weber, Émile Lemoine i altres. Cantor va proposar que se celebrés una conferència de prova el 1897, ja sigui a Suïssa o a Bèlgica.
Es va adonar que es necessitaven opcions neutrals perquè els matemàtics francesos i alemanys hi assistissin. Va proposar que la primera conferència reial tingués lloc a París l'any 1900. Ràpidament es va fer evident que de les dues opcions, Suïssa era la més privilegiada per la seva reputació internacional. La Societat Matemàtica Alemanya i la Societat Matemàtica Francesa van avalar aquestes idees i van acordar contactar amb Carl Geiser a Zúric.

## Conseqüències
El Congrés de 1897 va tenir tant èxit que en lloc de veure'l com un Congrés de prova es va convertir en el primer Congrés Internacional de Matemàtics.